# Melanoplus washingtonius
Melanoplus washingtonius är en insektsart som först beskrevs av Bruner, L. 1885.  Melanoplus washingtonius ingår i släktet Melanoplus och familjen gräshoppor. Inga underarter finns listade i Catalogue of Life.